# Tiende
Tiende bruges om den skat på en tiendedel af indkomsten, der oprindeligt betaltes til en kirke eller en lignende religiøs institution.
Tiende kendes først fra det antikke Mellemøsten, bl.a. fra Babylonien, men er også beskrevet i Det gamle Testamente, fx 1 Mos 14, 18-20, hvor Abraham betaler tiende til Melkizedek, og 3 Mos 27, 30, hvor israelitterne pålægges at betale tiende til Jahve "af landet, både jordens korn og træernes frugt".
Denne praksis blev med tiden også taget i brug inden for kristendommen. Den tidlige kirke havde intet formaliseret tiendesystem, men ideen blev nævnt på flere kirkemøder, til den i 787 blev godtaget under pave Hadrian 1.

## Tiende i Danmark
I Danmark var tienden  en skat til kirken, som blev indført først i 1100-tallet under kong Niels. Bønderne skulle betale en tiendedel af deres afgrøde, og den blev delt i tre: til opførelse og vedligeholdelse af kirkerne (kirketiende), til underhold til præsterne (præstetiende) og til biskopperne (bispetiende). Især den sidste del mødte stor modstand, dels fordi man ikke havde noget med bispen at gøre, dels fordi det var vanskeligt at transportere kornet til en ofte fjern bispegård. Tienden førte til, at kirken blev tilført store midler, hvilket resulterede i opførelsen af de mange granitkirker over hele landet, hvor i hvert fald selve kirkeskibet for de flestes vedkommende er opført i 1100-1200-tallet.
En del af årsagen til at reformationen fik så stor opbakning, var et håb om at slippe af med tienden, men det blev dog kun tilfældet for adelen; bispetienden blev inddraget af kongen som kongetiende. Kongetienden kom med tiden på andre til dels private hænder, og det samme skete med kirketienden. Nu fik tiendeejeren pligt til at vedligeholde kirken. Kirken kunne eje mere jord en det til præstegården pligtige. Denne jord kunne den godsejer som ejede kirken og dens tiender dyrke. Tiendeejeren kunne også fæste kirkejorden ud til en bonde og så skulle denne betale kirketiende til tiendejeren (godejeren).
Tienderne kunne købes og sælges. Købte en godsejer både kirken og dens tiender skulle han ikke betale tiendeafgift; men han kunne for så vidt selv bestemme, hvor meget vedligehold han ville bekoste på kirken og hvor meget han ville give præsten i "løn"
Et sogns konge, korn, kvæg og kirketiender udgjorde sognets samlede(på nær godsejere) selvejeres og fæsteres tiender. En godsejer kunne eje tienderne, men det kunne en bonde også - hvis han havde fået dem tilbudt. En selvejer kunne f.eks. købe sin egen gårds tiende både konge, korn, kirke og kvægtiende, og skulle så ikke betale tiende til andre end sig selv.
Købte et sogns bønder f.eks. kirketienden måtte de selv administrere og vedligeholde kirken og finde ud af hvordan de ville lønne præst og degn. Der var dog regler for hvad en præst skulle have i "løn", så helt fri blev man ikke. Når korntienden kom ind, som jo ofte var tærsket korn, blev det tit gemt på kirkens loft. Her blev det hele oftest solgt videre, og pengene anvendt til præst, degn og sognets fattige.
Tienden ydedes oprindelig som en bruttoafgift, men allerede 1740 blev kvægtienden omsat til en fast afgift (i penge) for hvert dyr, som bonden tillagde gården dvs. købte eller der blev født. Tienderne skulle være leveret in natura, og ved en forordning af 8. januar 1810 blev det bestemt, at korntienden af enhver tiendeyder (decimant) skulle kunne fordres omsat til en fast årlig afgift. Denne sidste bestemmelse fik dog ikke stor betydning, bl.a. fordi omsætningsreglerne var ugunstige for tiendeyderne. Det bestemtes da ved lov af 14. april 1852, at den tiende, som endnu ydedes i kærven (dvs. blev udtaget af neg på marken i modsætning til i skæppen, hvor tiende blev udtaget af det tærskede korn) skulle være omsat til faste årlige afgifter inden 1. januar 1856. Fra da af kunne tiende ydes enten i et fast pengebeløb, in natura eller efter kapiteltakst. Langt det meste blev ydet in natura eller efter kapiteltakst. Imidlertid blev uviljen hos bondestanden mod tiende stadig stærkere. Der blev derfor gjort en række forsøg på helt at komme af med den.
Ved lov af 8. maj 1894 kunne tiende omsættes til en en fast kapital, hvis der var nået enighed mellem tiendeejeren og mindst 2/3 af tiendeyderne regnet i forhold til både sidstnævntes antal og tiendens størrelse. Statskassen kunne i så fald støtte tiendeyderne med billige lån, hvor rentesatsen var 3,5%. Loven førte imidlertid ikke til de store forandringer. Først da man med lov af 15. maj 1903 gennemførte en tvungen tiendeafløsning forandredes situationen. Tiendeafløsningen begyndte i 1908 og blev afsluttet i 1918. Herefter blev kirkeskatten indført i 1920.
I mange danske kirkesamfund uden for folkekirken bruges stadig en form for tiende, hvor nogle af medlemmerne på frivillig basis betaler en betydelig del af deres indkomst til kirkens eller menighedens drift. Det ses i en række frikirker, f.eks. Pinsekirken, Apostolsk Kirke, Syvende Dags Adventistkirken, men også hos Jesu Kristi Kirke af Sidste Dages Hellige (mormoner).